# Renina
La renina è un enzima proteolitico della classe delle idrolasi, che viene secreto dalle cellule iuxtaglomerulari del rene. Ha una funzione importante nella regolazione della pressione arteriosa ed è coinvolta nei processi fisiologici che inducono l'ipertensione arteriosa.
La renina scinde la molecola di angiotensinogeno a livello di un residuo di leucina, generando angiotensina I, che a sua volta viene convertita, a livello dei capillari polmonari, nel prodotto biologicamente attivo, l'angiotensina II, in grado di stimolare la secrezione di aldosterone.
Fa parte quindi del Sistema Renina Angiotensina Aldosterone (RAAS).

## Sintesi

Corpuscolo renale. L'apparato juxtaglomerulare è indicato dalla lettera D e comprende: 5b. Mesangio – cellule extraglomerulari 6. Cellule granulari (cellule juxtaglomerulari) 7. Macula densa L'arteriola afferente è indicata dal numero 9, mentre quella efferente dal numero 11

La Renina viene sintetizzata a livello renale ad opera delle cellule murali, dette periciti, dell'apparato iuxtaglomerulare in prossimità dell'arteriola afferente; la regolazione della sua secrezione è principalmente dipendente da tre fattori:
- Fattori che riducono la pressione di perfusione renale;
- Riduzione del sodio nel tubulo distale;
- Liberazione di noradrenalina dalle terminazioni simpatiche.

Nel primo caso la diminuzione pressoria stimola la produzione di renina: questo avviene grazie a barocettori delle cellule juxtaglomerulari che percepiscono l'aumento o diminuzione pressoria.
Nel secondo caso la riduzione della concentrazione di sodio nell'ultrafiltrato è rilevata dalle cellule della macula densa; esse sono capaci di mandare segnali positivi attraverso prostaglandine e negativi attraverso l'adenosina alle cellule juxtaglomerulari, stimolando o inibendo a seconda della situazione la secrezione di renina.
Nel terzo caso la secrezione di renina avviene per diretta stimolazione dei recettori beta 1 presenti nel rene; questi possono essere stimolati da tutti i farmaci ad azione simpaticomimetica come l'adrenalina e la noradrenalina.

### Meccanismi di feedback
La renina ha due sistemi di feedback negativo che ne possono regolare il rilascio:
- Feeback negativo a raggio corto: l'aumento di pressione favorito dalla renina, attraverso l'angiotensina II che agisce sui recettori AT1, viene letto dai barocettori i quali portano ad un'inibizione del rilascio di renina.
- Feedback negativo a raggio lungo: c'è un aumento della pressione ed una diminuzione del rilascio di renina perché l'attivazione dei barocettori comporta anche una riduzione dell'attività simpatica renale, con distensione dei vasi preglomeulari e  quindi una riduzione del riassorbimento di sale nel tubulo prossimale ed un'alterazione della natriuresi pressoria.

## Funzione

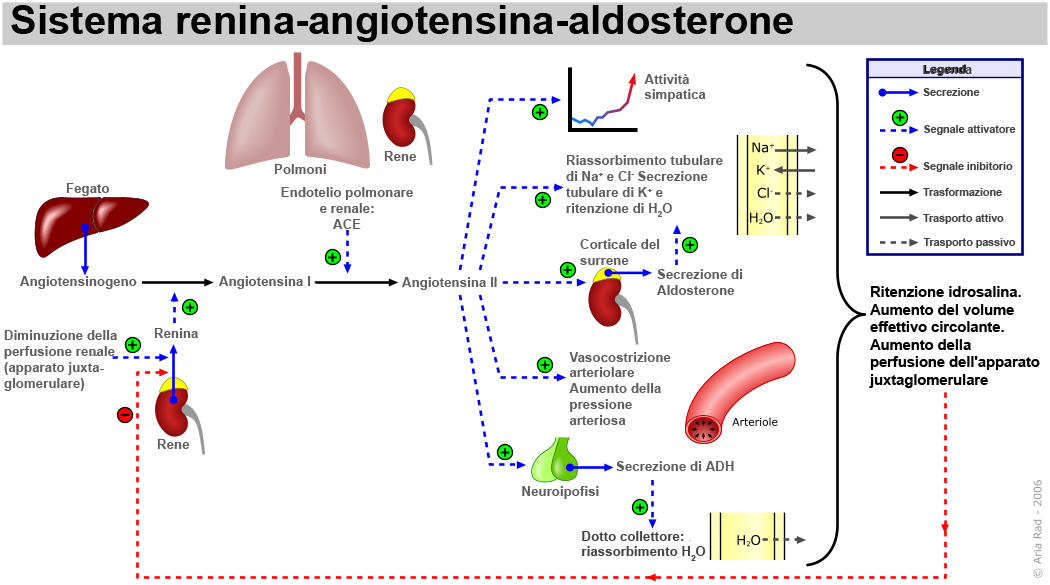
Rappresentazione schematica del sistema RAA

La Renina attiva il primo passo del sistema RAA, convertendo l'angiotensinogeno, prodotto nel fegato, in angiotensina I, che sarà infine attivata nella molecola attiva, l'angiotensina II, dall'enzima ACE, presente nel letto vascolare polmonare.
Il significato biologico dell'attività reninica è quello di rispondere ad una ridotta perfusione renale, recepita mediante recettori dello stiramento delle pareti dell'arteriola afferente e tramite le cellule della macula densa, le quali sono sensibili a variazioni della concertazione del sodio nel tubulo distale  aumentando il riassorbimento di acqua e soluti.
La secrezione reninica è stimolata inoltre anche dal sistema nervoso simpatico.

## Regolazione farmacologica
La renina può essere regolata da alcuni farmaci sia in senso positivo che in senso negativo.
I farmaci che stimolano il rilascio di renina sono:
- Diuretici dell'ansa: un esempio è il lasix. Bloccando il riassorbimento sodio-cloro stimolano il rilascio di renina.
- Vasodilatatori:  riducono la pressione di filtrazione glomerulare e sistemica, determinando una stimolazione dei barocettori glomerulari  e un aumento del rilascio di renina.
- ACE inibitori, anti-AT1, e anti-renina: bloccano i meccanismi di feedback corto e lungo raggio, e quindi favoriscono il rilascio.

I farmaci che invece inibiscono il rilascio di renina sono:
- FANS: riducono la sintesi di prostaglandine  e quindi il rilascio di renina.
- Agonisti α2: hanno azione centrale, inibiscono la stimolazione dei neuroni catecolaminergici che inducono il rilascio di renina attraverso i recettori β.
- β-bloccanti o altri farmaci riducenti cAMP: inibendo la segnalazione attraverso il recettore β.